# 蒙特德拉莫
蒙特德拉莫，是西班牙加利西亚自治区奥伦塞省的一个市镇。总面积136平方公里，总人口1206人（2001年），人口密度9人/平方公里。